# Cordylus namaquensis
Cordylus namaquensis är en ödleart som beskrevs av  Paul Ayshford Methuen och HEWITT 1914. Cordylus namaquensis ingår i släktet Cordylus och familjen gördelsvansar. Inga underarter finns listade i Catalogue of Life.